# Nazionale maschile under 18 di pallacanestro del Canada
La nazionale di pallacanestro canadese Under-18 è una selezione giovanile della nazionale canadese di pallacanestro, ed è rappresentata dai migliori giocatori di nazionalità canadese di età non superiore ai 18 anni.
Partecipa a tutte le manifestazioni internazionali giovanili di pallacanestro per nazioni gestite dalla FIBA.

## Partecipazioni

### FIBA Americas Under-18 Championship for Men
- 1990 - 9°
- 1994 - 7°
- 1998 - 6°
- 2002 - 7°
- 2006 - 4°

- 2008 -  3°
- 2010 -  3°
- 2012 -  3°
- 2014 -  2°
- 2016 -  2°